# نظریه پتانسیل

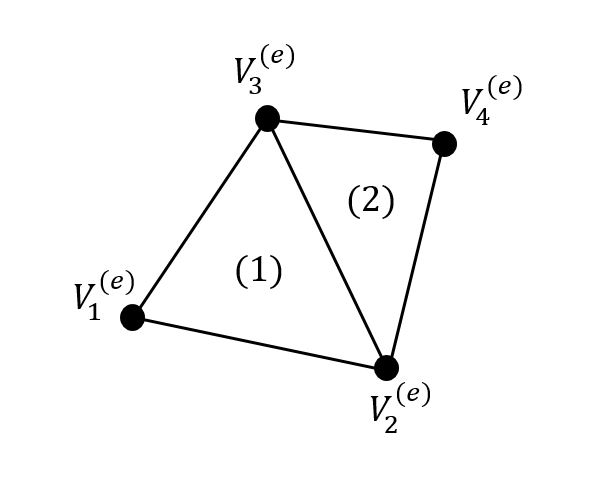
نمایی از یک‌شکل هندسی که شبکهٔ روش اجزای محدود و پتانسیل را در هر نقطه، نشان می‌دهد.

نظریه پتانسیل (به فرانسوی: Théorie du potentiel) یا تئوری میدانهای برداری بدون چرخش اصول ریاضی و فیزیک میدانهای نیروی پایستار را مورد بحث قرار می دهد. در ریاضیات و فیزیک ریاضی نظریه پتانسیل بررسی تابع هارمونیک است. از کاربردهای مهم نظریه پتانسیل می توان بعضی از میدانهای اسکالر مؤثر در طبیعت همانند میدانها جاذبه یا ثقل، میدان الکتریکی و میدان مغناطیسی را برشمرد. در دینامیک سیالات حوزه جریانها را می توان بعنوان میدانهای پتانسیل تعریف کرد. نظریه پتانسیل در ابتدا به توسط ریاضیدان و منجم ایتالیایی-فرانسوی ژوزف لویی لاگرانژ، ریاضیدان و فیزیکدان انگلیسی جرج گرین و سرانجام به وسیله منجم، فیزیکدان و ریاضیدان برجسته المانی کارل فریدریش گاوس مطرح شد.